# Матякубов, Бозорбой Кахрамонович
Бозорбой Матякубов (узб. Bozorboy Matyakubov; род. 21 декабря 2003, Ургенч) — узбекский боксёр-любитель, выступающий в средней и во второй средней весовых категориях, завоевавший серебряную медаль на молодёжном чемпионате Мира Iba 2021 года, золото на чемпионате Европы 2021 года, и до этого занимал бронзу на чемпионате Европы в 2020 году, 6-ти разовый чемпион Украины, в 2023 году занял серебро на чемпионате Украины по Элитам, и второй раз занял серебро на чемпионате Украины среди Элит в 2025 году, занял серебро в Балканских играх 2024 года.